# Tran Duc Thao
Trần Đức Thảo, född 26 september 1917 i Từ Sơn, Bắc Ninh, död 24 april 1993 i Paris, var en vietnamesisk filosof och marxistisk teoretiker. Tran Duc Thao försökte att förena fenomenologi och marxistisk filosofi och är känd för verket Phénoménologie et matérialisme dialectique, publicerat 1951.

## Biografi
Tran Duc Thao studerade vid Lycée Albert-Sarraut i Hanoi och anlände år 1939 till Paris där han inledde högre studier vid École normale supérieure (ENS). År 1942 disputerade han på en avhandling om Edmund Husserl och året därpå genomförde han sin agrégation. År 1948 publicerade han i Les Temps modernes artikeln "Phénoménologie de l'Esprit" om Alexandre Kojève och förfäktade Marx överlägsenhet över Hegel.
I början av 1950-talet återvände Tran till Vietnam för att verka inom Vietnams kommunistiska parti. Efter att ha kritiserat partiet för dess jordreformer och personkult föll Tran i onåd. Under resten av sitt liv höll Tran en tämligen låg profil och sammanställde bland annat Recherches sur l'origine du langage et de la conscience (1973).